# إنجلسمانبلات

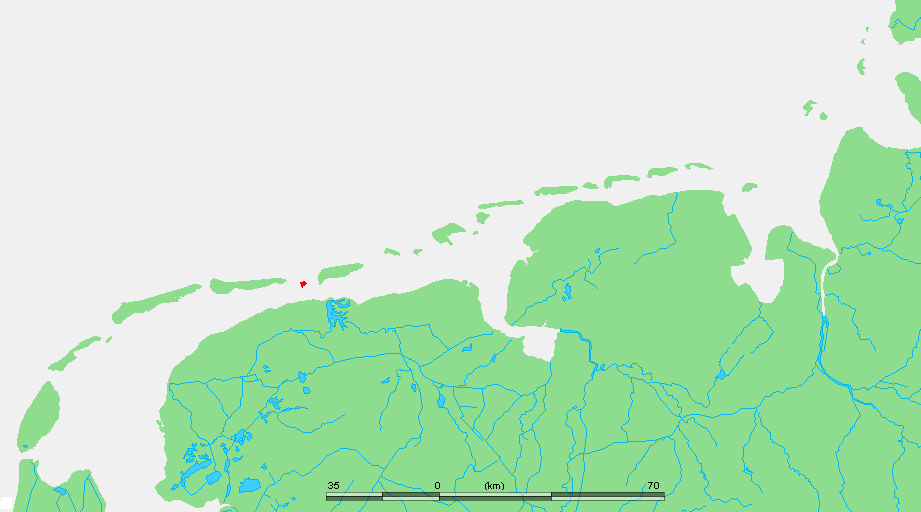
موقع إنجلسمانبلات في بحر وادن

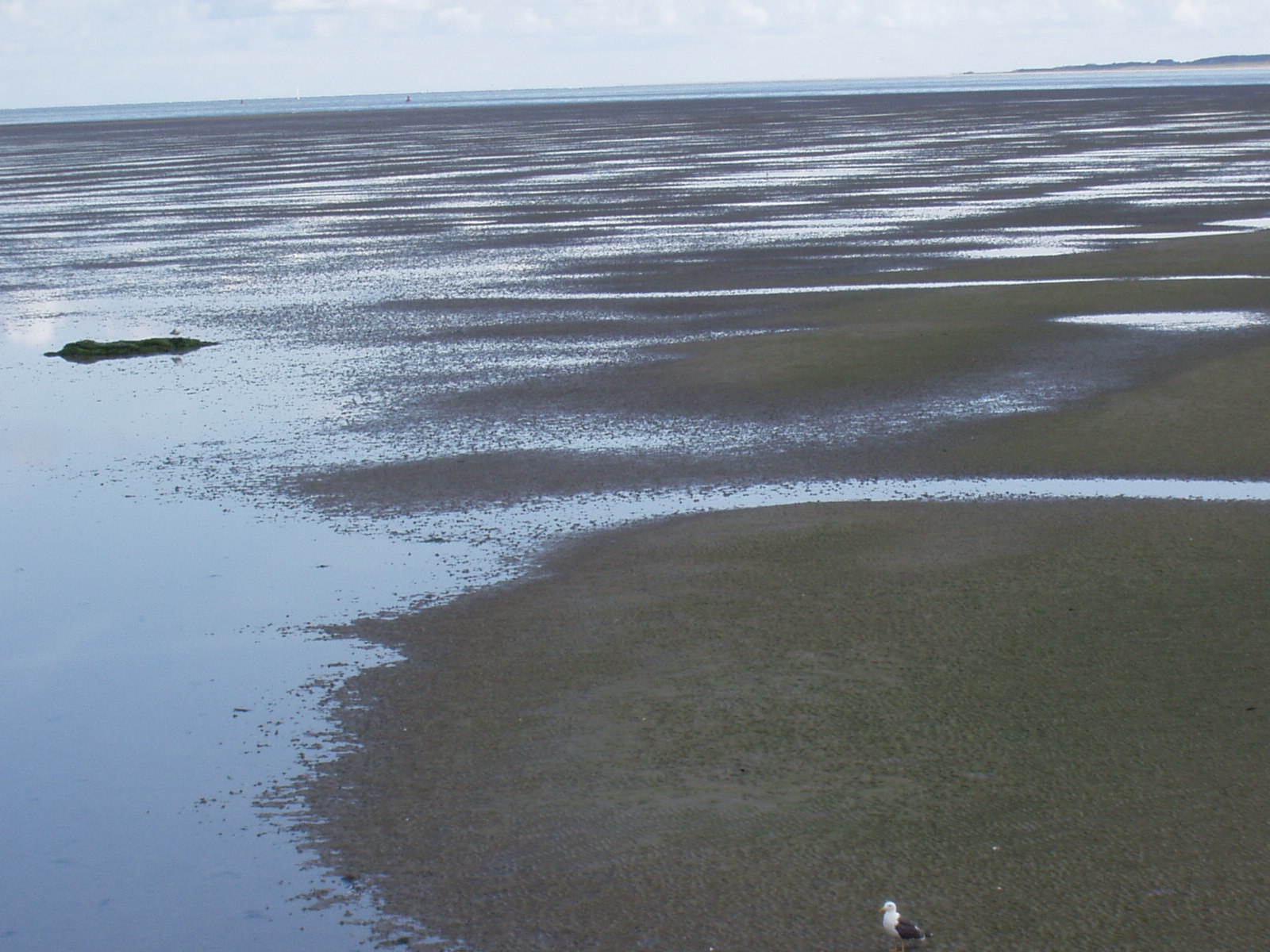
إنجلسمانبلات أثناء المد المنخفض عام 2009

إنجلسمانبلات (تنطق بالهولندية: [ˈɛŋəlsmɑnˌplaːt]، أو De Kalkman واسمها المحلي هو مرتفع رملي صغير بين الجزر الهولندية أمالاند وسخيرمونيكوخ.